# C. J. McCollum
Christian James "C. J." McCollum  (Canton, Ohio, 19 de septiembre de 1991) es un jugador de baloncesto estadounidense que pertenece a la plantilla de los Washington Wizards de la NBA. Con 1,91 metros de altura juega en la posición de escolta. Es hermano del también baloncestista Errick McCollum.
El 7 de agosto de 2021, es nombrado presidente de a National Basketball Players Association -NBPA- (Asociación Nacional de Jugadores de Baloncesto), reemplazando a Chris Paul.

## Trayectoria deportiva

### Universidad
Jugó durante cuatro temporadas con los Mountain Hawks de la Universidad Lehigh, en las que promedió 21,3 puntos, 6,3 rebotes y 2,7 asistencias por partido. En su primera temporada se convirtió en el primer freshman en ser elegido Jugador del Año de la Patriot League, siendo además incluido en el mejor quinteto de la conferencia, tras promediar 19,1 puntos y 5,0 rebotes por partido.
En su segunda temporada subió sus números hasta los 21,8 puntos y 7,8 rebotes por partido. Sin embargo, se vio superado por el jugador de Bucknell Mike Muscala en la lucha por repetir el título de mejor jugador de la conferencia, siendo únicamente incluido en el mejor quinteto.
Ya en su año júnior volvió a ser considerado el mejor jugador de la Patriot League e incluido por tercer año consecutivo en el mejor quinteto de la conferencia.
El 25 de noviembre de 2012, McCollum anotó 26 puntos en un partido ante Sacred Heart, superando a Rob Feaster como el máximo anotador de la historia de la Patriot League. En el mes de enero se lesionó en su pierna izquierda, lo que le hizo perderse el resto de la temporada.

#### Estadísticas
| Año     | Equipo | PJ  | PT  | MPP  | %TC  | %3P  | %TL  | RPP | APP | ROB | TPP | PPP  |
| ------- | ------ | --- | --- | ---- | ---- | ---- | ---- | --- | --- | --- | --- | ---- |
| 2009–10 | Lehigh | 33  | 31  | 31.9 | .459 | .421 | .810 | 5.0 | 2.4 | 1.3 | .2  | 19.1 |
| 2010–11 | Lehigh | 31  | 31  | 34.6 | .399 | .315 | .845 | 7.8 | 2.1 | 2.5 | .7  | 21.8 |
| 2011–12 | Lehigh | 35  | 35  | 33.1 | .443 | .341 | .811 | 6.5 | 3.5 | 2.6 | .5  | 21.9 |
| 2012–13 | Lehigh | 12  | 11  | 31.0 | .495 | .516 | .849 | 5.0 | 2.9 | 1.4 | .3  | 23.9 |
| Total   | Total  | 111 | 108 | 32.9 | .439 | .377 | .825 | 6.3 | 2.7 | 2.1 | .5  | 21.3 |

### Profesional

#### Portland Trail Blazers (2013-2022)

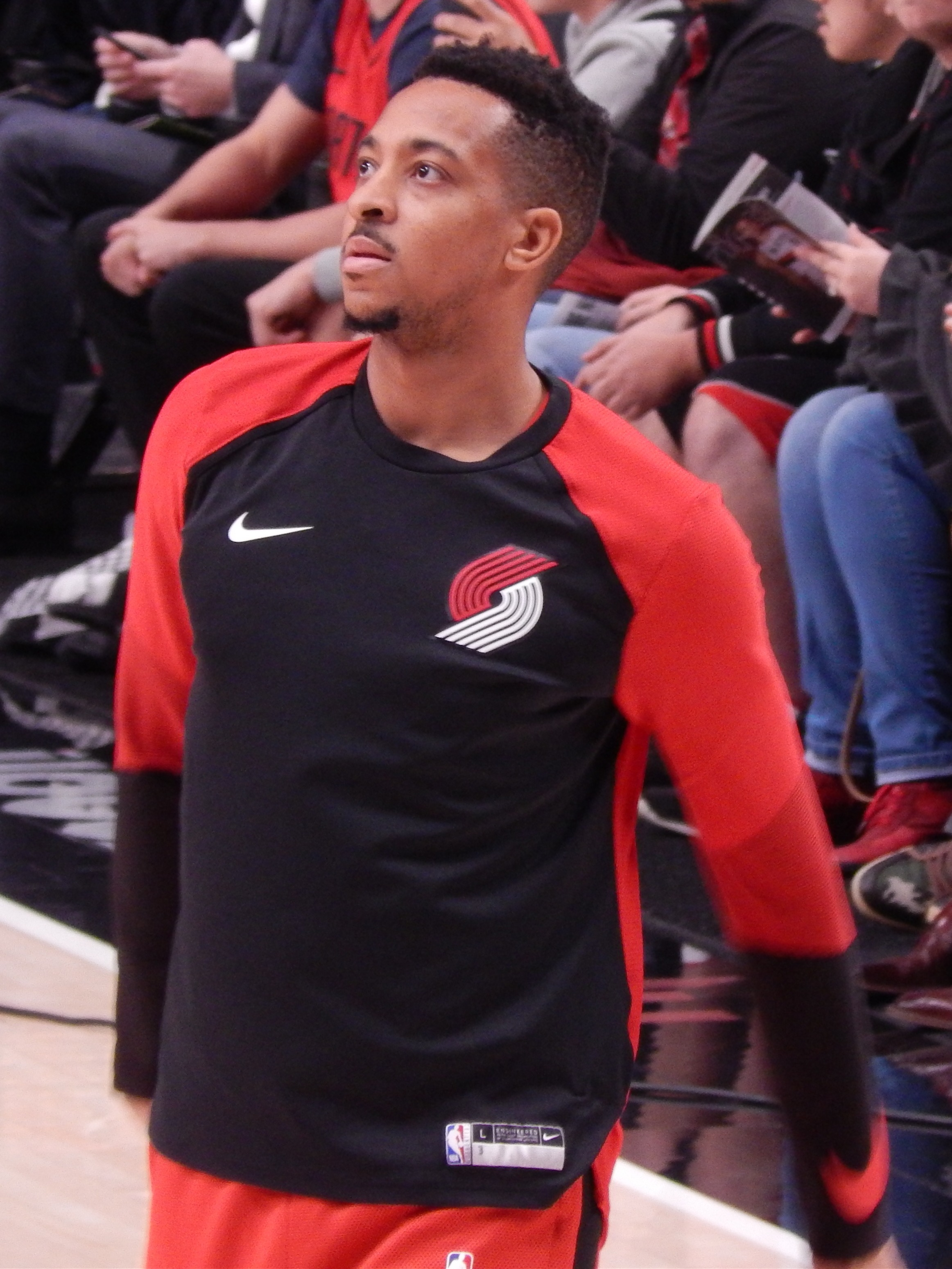
McCollum con Portland Trail Blazers en 2018.

Fue elegido en la décima posición del Draft de la NBA de 2013 por los Portland Trail Blazers, pero antes del comienzo de la temporada recayó de su lesión, necesitando pasar por el quirófano. En el mes de enero, fue asignado a los Idaho Stampede de la NBA D-League, pero pocos días después fue reclamado por los Blazers, con los que debutó en un partido ante los Orlando Magic, en el que logró cuatro puntos.
Al término de la temporada 2015-16 fue elegido como Jugador Más Mejorado de la NBA, uniéndose a Kevin Duckworth y Zach Randolph entre los ganadores del trofeo siendo jugadores de los Blazers. Superó en la votación a Kemba Walker y Giannis Antetokounmpo, segundo y tercero, respectivamente. McCollum pasó de promediar 6,8 puntos por partido en la temporada anterior, a 20,8, colocándose entre los 20 mejores anotadores de la liga.
Durante su quinta temporada en Portland, el 31 de enero de 2018 ante Chicago Bulls anotó 50 puntos, en solo 3 cuartos. El 28 de marzo ante Memphis Grizzlies anotó 42.
En su octavo año, el 26 de diciembre de 2020 ante Houston Rockets, alcanza los 44 puntos.

#### New Orleans Pelicans (2022-2025)
En el trascurso de su novena temporada con los Blazers, el 8 de febrero de 2022, es traspasado junto a Larry Nance Jr. y Tony Snell a New Orleans Pelicans a cambio de Josh Hart, Tomáš Satoranský, Nickeil Alexander-Walker y Didi Louzada. Jugó 26 partidos como titular en los Pelicans, en los que promedió 24,3 puntos (con un 49,3% en tiros de campo), 5,8 asistencias y 4,3 rebotes, siendo los mejores registros de su carrera.
El 24 de septiembre de 2022 acuerda una extensión con los Pelicans por dos años y $64 millones. Durante su segunda temporada en New Orleans, el 22 de diciembre de 2022 ante San Antonio Spurs anota 40 puntos. El 30 de diciembre anota 42 puntos, incluyendo 11 triples, ante Philadelphia 76ers.
El 2 de noviembre de 2023 anotó 33 puntos, el mejor del partido, durante una victoria por 125-116 sobre los Detroit Pistons. Tres días más tarde, el 5 de noviembre, es diagnosticado con un colapso parcial en el pulmón derecho, que le mantuvo de baja varios encuentros.
Durante su cuarta temporada en Nueva Orleans, el 3 de enero de 2025, igualó su mejor registro anotador con 50 puntos ante Washington Wizards. El 20 de enero consigue 45 puntos ante Utah Jazz. El 13 de febrero anota 43 puntos ante Sacramento Kings. El 23 de marzo anota 40 ante Detroit Pistons.

#### Washington Wizards (2025-presente)
El 24 de junio de 2025 es traspasado a Washington Wizards, junto a Kelly Olynyk, a cambio de Jordan Poole y Saddiq Bey.

## Estadísticas de su carrera en la NBA
|  | Líder de la liga |

### Temporada regular
| Año     | Equipo      | PJ  | PT  | MPP  | %TC  | %3P  | %TL  | RPP | APP | ROB | TPP | PPP  |
| ------- | ----------- | --- | --- | ---- | ---- | ---- | ---- | --- | --- | --- | --- | ---- |
| 2013-14 | Portland    | 38  | 0   | 12.5 | .416 | .375 | .676 | 1.3 | .7  | .4  | .1  | 5.3  |
| 2014-15 | Portland    | 62  | 3   | 15.7 | .436 | .396 | .699 | 1.5 | 1.0 | .7  | .1  | 6.8  |
| 2015-16 | Portland    | 80  | 80  | 34.8 | .448 | .417 | .827 | 3.2 | 4.3 | 1.2 | .3  | 20.8 |
| 2016-17 | Portland    | 80  | 80  | 35.0 | .480 | .421 | .912 | 3.6 | 3.6 | .9  | .5  | 23.0 |
| 2017-18 | Portland    | 81  | 81  | 36.1 | .443 | .397 | .836 | 4.0 | 3.4 | 1.0 | .4  | 21.4 |
| 2018-19 | Portland    | 70  | 70  | 33.9 | .459 | .375 | .828 | 4.0 | 3.0 | .8  | .4  | 21.0 |
| 2019-20 | Portland    | 70  | 70  | 36.5 | .451 | .379 | .757 | 4.2 | 4.4 | .8  | .6  | 22.2 |
| 2020-21 | Portland    | 47  | 47  | 34.0 | .458 | .402 | .812 | 3.9 | 4.7 | .9  | .4  | 23.1 |
| 2021-22 | Portland    | 36  | 36  | 35.2 | .436 | .384 | .706 | 4.3 | 4.5 | 1.0 | .6  | 20.5 |
| 2021-22 | New Orleans | 26  | 26  | 33.8 | .493 | .394 | .667 | 4.5 | 5.8 | 1.3 | .0  | 24.3 |
| 2022-23 | New Orleans | 75  | 75  | 35.3 | .437 | .389 | .769 | 4.4 | 5.7 | .9  | .5  | 20.9 |
| 2023-24 | New Orleans | 66  | 66  | 32.7 | .459 | .429 | .827 | 4.3 | 4.6 | .9  | .6  | 20.0 |
| 2024-25 | New Orleans | 56  | 56  | 32.7 | .444 | .373 | .717 | 3.8 | 4.1 | .8  | .4  | 21.1 |
| Total   | Total       | 787 | 690 | 32.1 | .453 | .397 | .799 | 3.6 | 3.8 | .9  | .4  | 19.6 |

### Playoffs
| Año   | Equipo      | PJ | PT | MPP  | %TC  | %3P  | %TL   | RPP | APP | ROB | TPP | PPP  |
| ----- | ----------- | -- | -- | ---- | ---- | ---- | ----- | --- | --- | --- | --- | ---- |
| 2014  | Portland    | 6  | 0  | 4.0  | .091 | .000 | 1.000 | .2  | .0  | .0  | .0  | .7   |
| 2015  | Portland    | 5  | 1  | 33.2 | .478 | .478 | .769  | 4.0 | .4  | 1.2 | .2  | 17.0 |
| 2016  | Portland    | 11 | 11 | 40.2 | .426 | .345 | .804  | 3.6 | 3.3 | .9  | .5  | 20.5 |
| 2017  | Portland    | 4  | 4  | 35.0 | .400 | .500 | .938  | 6.0 | 1.0 | 1.0 | .5  | 22.5 |
| 2018  | Portland    | 4  | 4  | 38.8 | .519 | .423 | .769  | 2.0 | 3.5 | 1.3 | .3  | 25.3 |
| 2019  | Portland    | 16 | 16 | 39.7 | .440 | .393 | .732  | 5.0 | 3.7 | .8  | .6  | 24.7 |
| 2020  | Portland    | 5  | 5  | 39.2 | .444 | .371 | .682  | 5.8 | 3.2 | 1.2 | .4  | 23.2 |
| 2021  | Portland    | 6  | 6  | 40.0 | .439 | .333 | .769  | 6.0 | 4.3 | .3  | .7  | 20.7 |
| 2022  | New Orleans | 6  | 6  | 39.0 | .392 | .333 | .692  | 6.7 | 4.8 | .7  | .8  | 22.2 |
| 2024  | New Orleans | 4  | 4  | 36.9 | .419 | .241 | 1.000 | 4.8 | 4.8 | 1.8 | .8  | 17.8 |
| Total | Total       | 67 | 57 | 35.5 | .433 | .368 | .766  | 4.4 | 3.1 | .9  | .5  | 20.1 |

## Vida personal
Su hermano mayor, Errick (n. 1988), es también jugador profesional de baloncesto. 
Fuera de las pistas, CJ lleva mucho tiempo interesándose por el periodismo. Ha escrito varios artículos sobre la NBA para diferentes medios de comunicación; en una de sus trabajos, entrevistó al Comisionado la liga, Adam Silver.
McCollum participa en su comunidad de forma filantrópica. En 2016, abrió el CJ McCollum Dream Center, una innovadora sala de aprendizaje en el Blazers Boys & Girls Club equipada con nuevos ordenadores, libros, arte y herramientas de aprendizaje. El objetivo del centro es ofrecer un espacio seguro e inspirador para que los jóvenes desfavorecidos aprendan, exploren, creen y crezcan. CJ también ayuda a fomentar el interés de los jóvenes locales por el periodismo a través de una iniciativa llamada CJ's Press Pass; concede a los aspirantes a periodistas el acceso a las conferencias de prensa posteriores a los partidos y les da la oportunidad de asistir a eventos junto a él, además de recibir tutoría personalizada de miembros de los medios de comunicación y publicar sus trabajos.
McCollum es un entusiasta del vino. En la "burbuja" de Orlando, trajo 84 botellas con él y mantuvo la temperatura de su habitación de hotel a 60 grados Fahrenheit (15,6 °C) o menos para conservarlas adecuadamente. Además, tiene su propia marca, McCollum Heritage 91, que lleva el nombre de la calle en la que creció y el año de su nacimiento.
Desde 2020, dirige un podcast semanal llamado: Pull Up with CJ McCollum, producido por Cadence13.
El 30 de mayo de 2022, firma un acuerdo con ESPN como analista de la NBA.